# Trichaphodioides zicsii
Trichaphodioides zicsii är en skalbaggsart som beskrevs av S. Endrödi 1967. Trichaphodioides zicsii ingår i släktet Trichaphodioides och familjen Aphodiidae. Inga underarter finns listade i Catalogue of Life.